# Lupinus havardii
Lupinus havardii är en ärtväxtart som beskrevs av Sereno Watson. Lupinus havardii ingår i släktet lupiner, och familjen ärtväxter. Inga underarter finns listade i Catalogue of Life.